# 矢野裕俊
矢野 裕俊（やの ひろとし、1951年 - ）は、日本の教育学者、大阪市立大学名誉教授、武庫川女子大学教授。

## 人物・来歴
大阪府生まれ。1984年大阪市立大学大学院文学研究科教育学博士課程単位修得退学、97年「自律的学習の探求 高等学校教育の理念とそれへの回帰」で文学博士。1985年大阪市大助手、87年講師、89年助教授、2000年教授。2011年定年退任、名誉教授、武庫川女子大学教育学部教授、教育学部長。

## 著書
- 『英国の障害児教育 「ウォーノック報告」に見る改革への道』日本盲人福祉研究会, 1980.4
- 『自律的学習の探求 高等学校教育の出発と回帰』晃洋書房, 2000.3

### 共編著
- 『教育・仕事・家族 ゆとり・ゆらぎ時代の生活システム論』埋橋孝文,矢野隆子,埋橋玲子共著. 啓文社, 1990.5
- 『かわる世界の学校』田原恭蔵,林勲共編著. 法律文化社, 1997.5
- 『教職に関する基礎知識』今西幸蔵,古川治共編著. 八千代出版, 2013.4
- 『子どもの貧困/不利/困難を考える 1　理論的アプローチと各国の取組み』埋橋孝文共編著 ミネルヴァ書房, 2015.8
- 『教職をめざす人のための教育課程論』古川治,前迫孝憲共編著. 北大路書房, 2015.9
- 『子どもの貧困/不利/困難を考える 3　施策に向けた総合的アプローチ』埋橋孝文,田中聡子, 三宅洋一共編著 ミネルヴァ書房, 2019.6

### 翻訳
- ハラルド・G.シェーン『コンピュータ時代が求める教育』佐藤三郎共監訳. 東信堂, 1989.1
- ジョン・フィールド『生涯学習と新しい教育体制』埋橋孝文, 赤尾勝己,伊藤知子共訳. 学文社, 2004.6
- イアン・ホリデイ, ポール・ワイルディング編『東アジアの福祉資本主義 教育,保健医療,住宅,社会保障の動き』埋橋孝文,小田川華子, 木村清美, 三宅洋一,鷲巣典代共訳. 法律文化社, 2007.5
- ジョン・フィールド『ソーシャルキャピタルと生涯学習』監訳, 立田慶裕,赤尾勝己, 中村浩子訳. 東信堂, 2011.2
- OECD教育研究革新センター 編著『教育と健康・社会的関与 学習の社会的成果を検証する』監訳, 山形伸二,佐藤智子,荻野亮吾, 立田慶裕, 籾井圭子訳. 明石書店, 2011.6
- マイケル・ヒル, ゾーイ・アービング『イギリス社会政策講義 政治的・制度的分析』埋橋孝文共監訳. ミネルヴァ書房, 2015.2